# 伊達竹松丸
伊達 竹松丸（だて たけまつまる）は、江戸時代前期の陸奥国仙台藩初代藩主伊達政宗の八男。

## 生涯
慶長14年（1609年）、伊達政宗の八男・第10子として伊達家江戸屋敷にて誕生した。母は正室の愛姫。幼名を竹松丸と名付けられた。愛姫はこの時42歳。五郎八姫・忠宗・宗綱に続いて4人目の子であった。愛姫の婚姻時、2人目か3人目の男子を愛姫の生家田村家の養嗣子にする、という約束があり、竹松丸は大事に育てられていたが、慶長20年（1615年）になって病を発症、同年3月18日に伊達江戸屋敷において死去した。享年7。
政宗はこの時期、大坂冬の陣を終え、京都から江戸に戻る途中で、17日には駿府城で徳川家康に会い、江戸屋敷には21日に到着した。悲しみに浸る時間もなく、再び大坂に向けての出陣の命が下り、仙台から兵を呼び戻さねばならない状況であった。政宗は竹松丸の遺体の棺を仙台に送り、金剛山宝山輪王禅寺、住持10世燐庵和尚導師のもと葬儀が執り行われ、葬られた。法名は江巌恵春と号される。殉死2人。
その後、輪王寺10世燐庵光金和尚は竹松丸の菩提を弔うため、寺を仙台北八番町に開山、微笑山江巌寺と名付けた。